# Ankara Keçiörengücü Spor Kulübü
O Ankara Keçiörengücü Spor Kulübü (mais conhecido como Ankara Keçiörengücü ou simplesmente Keçiörengücü) é um clube profissional de futebol turco com sede em Ancara, capital federal da Turquia, fundado originalmente em 1945 como Hacettepe Gençlik Kulübü e posteriormente rebatizado em 1987 com sua denominação atual. Atualmente disputa a Segunda Divisão Turca.
Suas cores oficiais são o violeta e o branco, embora também utilize ocasionalmente uniformes alternativos de cor vermelha e azul. Manda seus jogos oficiais no Keçiören Aktepe Stadyumu, com capacidade máxima para 4 800 espectadores.

## Títulos
- Campeão da Terceira Divisão Turca (1): 2018–19
- Campeão da Quarta Divisão Turca (3): 1988–89, 2005–06 e 2013–14